# Der goldene Mann
Der Goldene Mann (engl. Originaltitel The Golden Man) ist eine Kurzgeschichte des US-amerikanischen Science-Fiction-Autors Philip K. Dick aus dem Jahr 1954. Die Geschichte zählt zu den Klassikern unter den Kurzgeschichten von Dick und ist die Vorlage zum Kinofilm Next mit Nicolas Cage in der Hauptrolle.

## Inhalt
Die Geschichte spielt auf dem Gebiet der USA rund 60 Jahre nach einem Krieg, in dessen Folge Mutanten entstanden sind. Weltweit macht eine geheimdienstähnliche Behörde namens DCA Jagd auf die Mutanten, um die führende Rolle der Menschen als Spezies auf der Erde sicherzustellen. Die Organisation unterhält ein Internierungslager, in dem mutierte Menschen zunächst untersucht und dann »euthanasiert«, das heißt getötet werden.
George Baines fahndet unter dem Deckmantel eines Handlungsreisenden nach Mutanten und horcht auf seinen Reisen die Bevölkerung aus. Nachdem er in einer Kneipe in Walnut Creek einen Verdacht geschöpft hat, verschafft er sich unter einem Vorwand Zugang zum Wohnhaus der Farmerfamilie Johnson. Als sich der Verdacht erhärtet, sind sofort Zivilpolizisten zur Stelle, die das Farmgelände weiträumig umzingeln und es auf der Suche nach dem Mutanten zu durchkämmen beginnen, doch der 18-jährige Farmersohn Cris gibt sich freiwillig in die Hände seiner Häscher. Cris hat goldene Haare, goldene Haut und sieht aus, wie man sich einen Gott vorstellt. Eine weitere Auffälligkeit ist, dass er mit seinen 18 Jahren noch kein einziges Wort gesprochen hat.
Im Labor der Zentrale wird Cris untersucht. Schnell finden die Geheimdienstleute heraus, dass Cris’ Besonderheit darin besteht, die Zukunft vorauszusehen. Er hat sich nämlich der Geheimpolizei nur ergeben, weil er kein Entrinnen vorausgesehen hat. Eigentlich tödlichen Schüssen kann er ausweichen, da er voraussieht, wo die Kugel einschlagen wird.
Cris sitzt friedlich in seiner Beobachtungszelle, wird aber immer wieder zum Test beschossen. Als er ausbricht, riegelt die Geheimpolizei das ganze Gebäude ab. Es beginnt ein Katz-und-Maus-Spiel, da Cris im Voraus weiß, wo er gesucht wird, und den Häschern ausweichen kann. Aus dem Gebäude kommt er zunächst aber nicht heraus. In einem kurzen Abschnitt schildert Dick das Innenleben von Cris, wie er die sich verzweigenden Möglichkeiten der Zukunft fächerartig vor sich sieht, die nahe Zukunft deutlicher, die entfernte Zukunft schwächer. Umgekehrt hat er jedoch keinerlei Erinnerungsvermögen.
Inzwischen haben Labortests gezeigt, dass Cris eher das Gehirn eines Tieres hat und über kein Sprachvermögen oder menschliche Intelligenz verfügt. Cris erscheint Baines und seinen Kollegen mit seiner prächtigen Mähne nun vielmehr wie ein goldener Löwe. Entsetzt fragen sie sich, ob der Mensch mit seiner Intelligenz ein Auslaufmodell ist, während auf der nächsthöheren Evolutionsstufe das Vorhersehen dominiert. Sie wollen Cris töten.
Cris flüchtet zunächst in das Quartier von Anita Ferris, der Verlobten von Baines. Ihr nähert er sich auf intime Weise. Da Anita einen hohen administrativen Rang hat, kann sie das Wachpersonal ablenken, so dass Cris die Flucht gelingt. Baines und seine Kollegen begreifen, dass Cris neben dem Vorhersehen noch über einen weiteren Selektionsvorteil verfügt: Mit seinem göttlichen Aussehen kann er jede Frau verführen. Sie wollen Cris nun auf dem ganzen Erdball suchen. Sollte nämlich Cris mit einer Frau einen Nachkommen zeugen, der vorhersehen kann und zugleich menschliche Intelligenz besitzt, würde die letzte Stunde des Homo sapiens schlagen.

## Weiteres
Die Kurzgeschichte diente als Vorlage für den Kinofilm Next aus dem Jahr 2007, in dem der Protagonist etwa zwei Minuten in die Zukunft schauen kann; in der Kurzgeschichte sind es zehn Minuten und mehr. Die Handlung des Films hat ansonsten nahezu keinerlei Bezug zur Vorlage.
Die Geschichte spielt vermutlich um die Wende zum 21. Jahrhundert, da George Baines einen »ramponierten alten« 1978er Buick fährt.

## Ausgaben
- Philip K. Dick: Der goldene Mann. In: Der goldene Mann. Moewig, Rastatt 1987, ISBN 3-8118-3759-1 (amerikanisches Englisch: The Golden Man. Übersetzt von Joachim Körber, Sammlung von Kurzgeschichten).
- Der goldene Mann. In: Sämtliche 118 SF-Geschichten, Haffmans Verlag bei Zweitausendeins, Leipzig 2008, Bd. 3 (Das Vater-Ding), S. 52–94, übersetzt von Klaus Timmermann und Ulrike Wasel.